# Pieni tietosanakirja
Pieni tietosanakirja (« La Petite Encyclopédie ») (1925-1928), publiée par les Éditions Otava en quatre volumes, est la deuxième encyclopédie publiée en finnois. Il s'agit d'une version abrégée de l'encyclopédie Tietosanakirja en onze volumes.

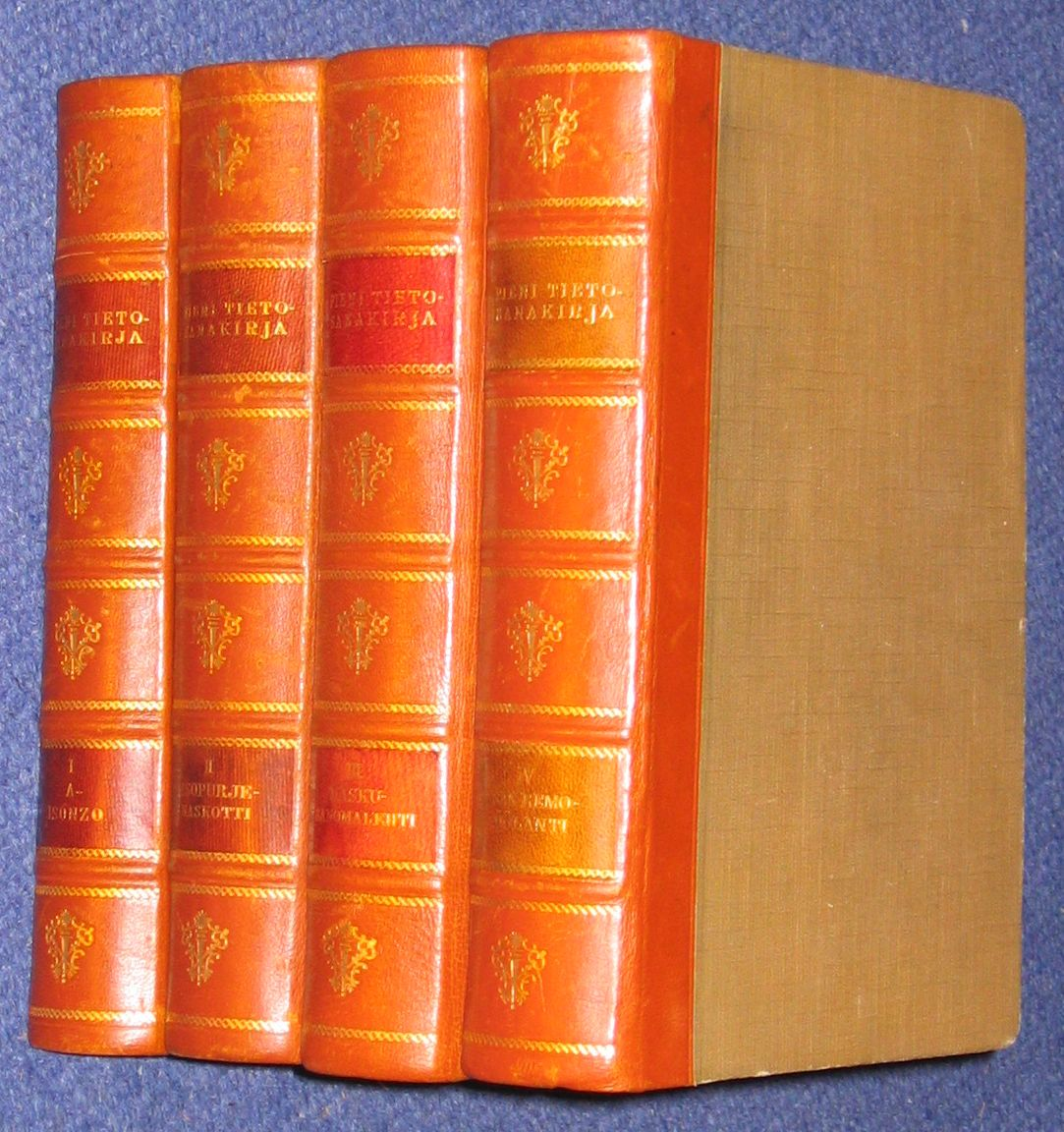
Pieni tietosanakirja, les quatre volumes.

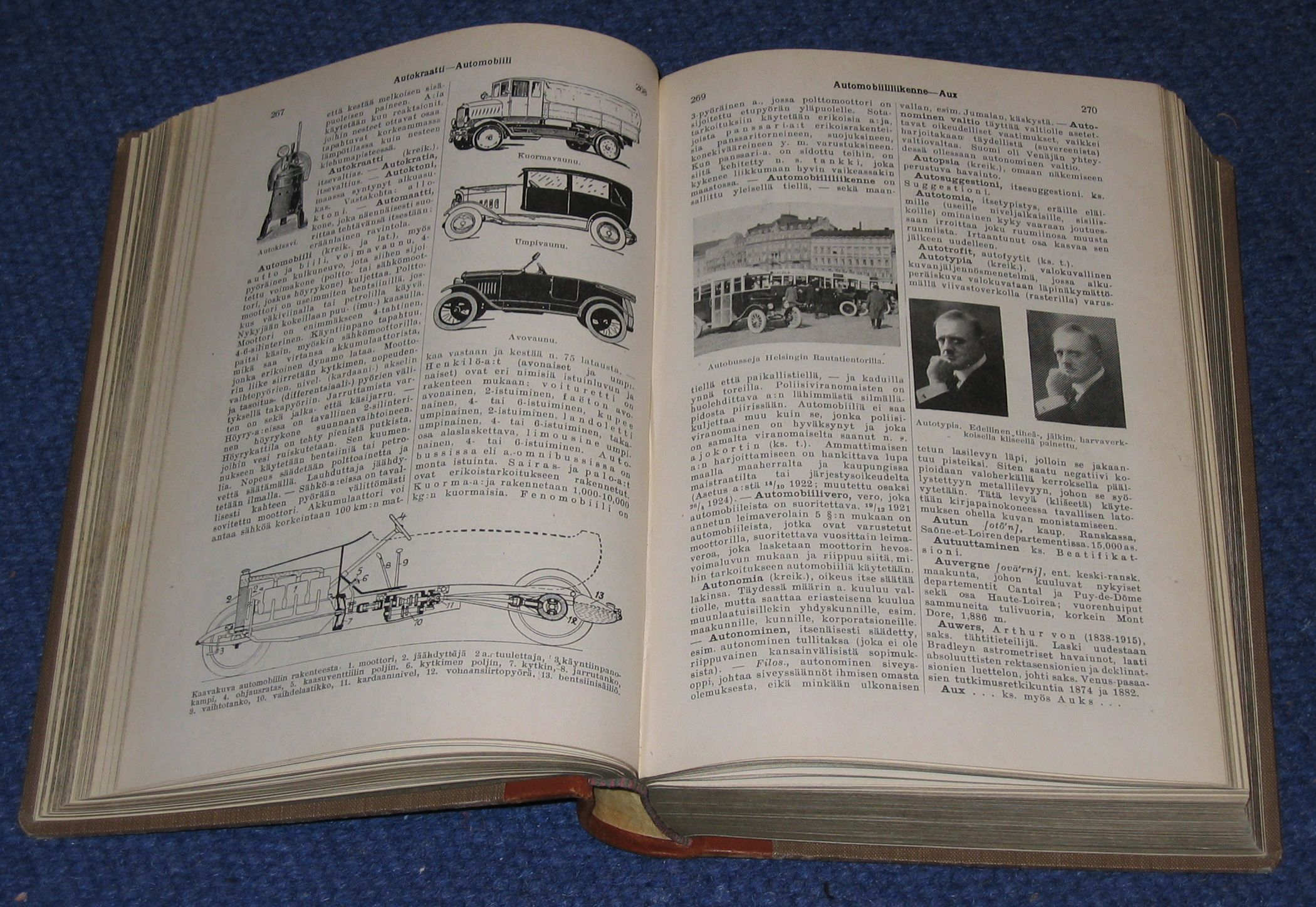
Premier volume de l'édition de 1925, ouvert à l'article Automobiili.

Otava en a publié deux versions mises à jour, la première en 1952 et la seconde en 1958-1959, les deux en quatre volumes.